# Уравнение Риккати
Уравнение Рикка́ти — обыкновенное дифференциальное уравнение первого порядка вида
{\displaystyle {\frac {dx}{dt}}=a(t)x^{2}+b(t)x+c(t).\quad (*)}
Уравнением Риккати называют также многомерный аналог {\displaystyle (*)}, то есть систему обыкновенных дифференциальных уравнений с независимыми переменными {\displaystyle x_{1},\ldots ,x_{n},} правые части которых являются многочленами второй степени от переменных {\displaystyle x_{1},\ldots ,x_{n}} с зависящими от {\displaystyle t} коэффициентами. Одномерные и многомерные уравнения Риккати находят применения в различных областях математики: алгебраической геометрии, теории вполне интегрируемых гамильтоновых систем, вариационном исчислении, теории конформных отображений, квантовой теории поля.

## История
Частный случай такого уравнения:
{\displaystyle b{\frac {dx}{dt}}=x^{2}+at^{\alpha },\quad (**)}
где {\displaystyle \alpha ,\,a,\,b} — не равные нулю постоянные, впервые был исследован итальянскими математиками Якопо Франческо Риккати и семейством Бернулли (Даниил, Иоганн, Николай-старший и Николай-младший).
Ими было найдено условие, при котором это уравнение допускает разделение переменных и, следовательно, интегрирование в квадратурах: {\displaystyle \alpha ={4n}/{(1-2n)},\ n\in \mathbb {N} ,} или {\displaystyle \alpha =-2.} Как доказал Жозеф Лиувилль (1841), при других значениях {\displaystyle \alpha } решение уравнения {\displaystyle (**)} нельзя выразить в квадратурах от элементарных функций; общее решение его может быть записано с помощью цилиндрических функций.
Уравнение вида {\displaystyle (*)} часто называют общим уравнением Риккати, а уравнение вида {\displaystyle (**)} — специальным уравнением Риккати.

## Свойства
- Уравнение Риккати в случае {\displaystyle a(t)=0} является линейным и интегрируется в квадратурах.
- Уравнение Риккати в случае {\displaystyle c(t)=0} является уравнением Бернулли и интегрируется в квадратурах с помощью замены {\displaystyle y=1/x.}
- Общее решение уравнения Риккати является дробно-линейной функцией от постоянной интегрирования, и обратно, любое дифференциальное уравнение первого порядка, обладающее этим свойством, является уравнением Риккати.
- Если {\displaystyle x_{1}(t),\ldots ,x_{4}(t)} — частные решения уравнения Риккати, соответствующие значениям {\displaystyle c_{1},\ldots ,c_{4}} постоянной интегрирования, то имеет место тождество

{\displaystyle {\frac {x_{3}(t)-x_{1}(t)}{x_{3}(t)-x_{2}(t)}}:{\frac {x_{4}(t)-x_{1}(t)}{x_{4}(t)-x_{2}(t)}}\equiv {\frac {c_{3}-c_{1}}{c_{3}-c_{2}}}:{\frac {c_{4}-c_{1}}{c_{4}-c_{2}}}.\quad (***)}
- Левая часть тождества {\displaystyle (***)} — двойное отношение четырёх частных решений — является первым интегралом уравнения Риккати. Таким образом, общее решение уравнения восстанавливается из трёх независимых частных решений по формуле {\displaystyle (***)}.

## Применения
- В римановой геометрии уравнению Риккати 
{\displaystyle S'(V)+S^{2}(V)+R(V,T)T=0}

удовлетворяют операторы формы для эквидистанционных поверхностей вдоль перпендикулярной к ним геодезической с касательным полем {\displaystyle T}. Как и уравнение Якоби, это уравнение применяется при исследовании геодезических.

## Вариации и обобщения
Матричным уравнением Риккати называется дифференциальное уравнение
{\displaystyle {\frac {dX}{dt}}=XA(t)X+B_{1}(t)X+XB_{2}(t)+C(t)}
относительно неизвестной квадратной матрицы {\displaystyle X=(x_{ij})} порядка {\displaystyle n}, в котором {\displaystyle A,B_{1},B_{2},C} — заданные квадратные матрицы порядка {\displaystyle n} с зависящими от переменной {\displaystyle t} коэффициентами.
В вариационном исчислении большую роль играет матричное уравнение Риккати вида
{\displaystyle {\frac {dW}{dt}}=(R(t)+W)\cdot P^{-1}(t)\cdot (R^{*}(t)+W)-Q(t)}
относительно неизвестной квадратной матрицы {\displaystyle W=(w_{ij})} порядка {\displaystyle n}, в котором {\displaystyle P,Q,R} — заданные квадратные матрицы порядка {\displaystyle n} с зависящими от переменной {\displaystyle t} коэффициентами, причем {\displaystyle \det P\neq 0,} звёздочка означает транспонирование. Оно тесно связано с уравнением Якоби для второй вариации интегрального функционала
{\displaystyle J=\int f(t,x,{\dot {x}})\,dt,\quad x=(x_{1},\ldots ,x_{n}),}
в стационарной точке {\displaystyle {\widehat {x}}(\cdot ).} При этом матрицы
{\displaystyle P(t)={\Bigl (}{\frac {\partial ^{2}f}{\partial {\dot {x}}_{i}\partial {\dot {x}}_{j}}}{\Bigr )}{\Bigl |}_{{\widehat {x}}(t)},\ \,Q(t)={\Bigl (}{\frac {\partial ^{2}f}{\partial x_{i}\partial x_{j}}}{\Bigr )}{\Bigl |}_{{\widehat {x}}(t)},\ \,R(t)={\Bigl (}{\frac {\partial ^{2}f}{\partial x_{i}\partial {\dot {x}}_{j}}}{\Bigr )}{\Bigl |}_{{\widehat {x}}(t)}.}